# Kurt Kronenbitter
Kurt Kronenbitter (* 24. September 1919) war ein deutscher Fußballspieler. Für die Sportfreunde Stuttgart, die Stuttgarter Kickers und Holstein Kiel spielte er Erstligafußball in der Gauliga Württemberg bzw. in der Oberliga Süd. 
Von 1941 bis 1945 spielte Kurt Kronenbitter zeitweise zusammen mit seinen Brüdern Siegfried und Franz als Stürmer bei den Sportfreunden Stuttgart. In dieser Zeit waren die Sportfreunde in der Gauliga Württemberg vertreten, einer der höchsten Spielklassen dieser Zeit. In der Saison 1942/43 hatte Kurt Kronenbitter eine Gastspielerlaubnis bei Holstein Kiel und kehrte im Folgejahr wieder zu den Sportfreunden zurück.
Als 1946 der Fußballspielbetrieb wieder aufgenommen wurde, schloss sich Kurt Kronenbitter zusammen mit seinem Bruder Siegfried den Stuttgarter Kickers an, die zu den Gründungsvereinen der neuen Oberliga Süd gehörten. Von den 38 Punktspielen der Saison 1946/47 bestritt Kronenbitter 26 Begegnungen und erzielte ein Tor. Bis 1950 war er Teil der Seniorenmannschaft der Kickers.
Nach der Zeit bei den Blauen spielte er zusammen mit Kurt Herget, Erich Dreher und Otto Böckle für den SV Prag Stuttgart.

## Persönliches
Neben Siegfried und Franz, hatte Kurt auch zwei weitere Brüder – Leo und Heinrich. Diese spielten 1942 alle gemeinsam für die Sportfreunde Stuttgart.
Von Beruf war Kurt Elektrotechniker.